# Paltiel Zamoșcin
Paltiel Zamoșcin (în rusă Палтиел Мунишевич Замощин; n. 21 iulie 1851, Tighina, Imperiul Rus – d. 19 august 1909, Viena, Austro-Ungaria) a fost un scriitor, poet și publicist evreu basarabean.

## Biografie
S-a născut în orașul Bender (Tighina) din gubernia Basarabia, Imperiul Rus. Familia s-a mutat la Odesa când el era copil. A studiat acasă Talmudul și limba ebraică sub îndrumarea lui Peretz Smolenskin. Ulterior, a studiat la o școală comercială și la Politehnica din Berlin, dar a fost forțat să renunțe la studii și să se întoarcă la Odesa în 1870, când afacerea comercială a tatălui nu a mers prea bine.
Fiind ocupat cu comerțul, a început să publice poezii și articole în diverse periodice în ebraică (Gamelitz, Gaboker-Or, Gakarmel) și în idiș (Kol Mevaser). Începând cu anii 1880 a scris în principal în idiș, s-a angajat în jurnalism și publicistică, iar ca poet a publicat în colecțiile Heusenfreind de Mordhe Spector și alte publicații. S-a păstrat corespondența lui Zamoșchin cu Șalom Aleihem, care l-a atras să coopereze într-o serie de colecții de volume populare idiș.
În 1898, băiatul său a fost arestat pentru participarea la Uniunea Muncitorească din Sudul Rusiei (din care a făcut parte și viitorul revoluționar sovietic Lev Troțki). După eliberarea acestuia, Paltiel Zamoșcin s-a mutat împreună cu familia sa la Berlin, din cauza creșterii antisemitismului din Imperiul țarist. A locuit în Berlin și Leipzig, apoi s-a stabilit la Viena, unde a decedat în 1909. A fost îmormântat în cimitirul evreiesc din capitala austriacă.
Nepoata sa, Gesia (1877-1961, fiica fratelui său, omul de afaceri Șmil Zamoșcin), a fost mama pianistului Emil Gilels și a violonistei Elizaveta Gilels.